# Улица Немировича-Данченко (Чернигов)
Улица Немировича-Данченко (укр. Вулиця Немировича-Данченка) — улица в Деснянском районе города Чернигова. Пролегает от Мстиславской улицы до Гончей улицы, исторически сложившаяся местность (район) Ковалёвка. Улица присутствует в «Перечне улиц города Чернигова» (Перелік вулиць міста Чернігова), утвержденном Решением исполнительного комитета городского совета № 164 от 15 июня 2009 года. Сейчас это фактически внутридомовой проезд.
Нет примыкающих улиц.

## История
Лизогубовская улица — в честь видного русского и украинского общественного, политического и государственного деятеля Фёдора Андреевича Лизогуба — проложена согласно регулярному плану города 1900 года в предместье Ковалёвка на земле помещика Ф. А. Лизогуба. Длина улицы составляла 270 м, ширина — 20 м.
В 1940 году Лизогубовская улица переименована на улица Немировича-Данченко — в честь русского театрального режиссёра, Народного артиста СССР Владимира Ивановича Немирович-Данченко.
До 1980-х годов улица была застроена одноэтажными кирпичными и деревянными домами, которые служили примерами народного строительства и домовой резьбы (рельефного, пропильного, накладного). Ныне не сохранился дом № 4 (конец 19 века) — прямоугольный в плане, 5-оконный с двумя треугольными декоративными фронтами над боковыми окнами, украшенный пропильной резьбой лобовой доски-карниза. Рядом до августа 1941 года был расположен дом Вашкевича (конец 19 века) — здесь начинал работу 2-й комсомольский клуб, который со временем переехал в дом № 69 по улице Горького.
Напротив дома № 6 А (не сохранился) сохранился единственный дом — изысканный пример деревянного строительства в стиле модерн — дом № 15 особняк Спановского (дом В. К. Спановского) с ограждением и хозяйственным зданием-каретником, которые составляют единое художественное целое. Ограждение и каретник не сохранились. Представляет собой одноэтажный деревянный срубной дом, прямоугольный в плане с типовыми 5-оконным фасадом, украшенный двумя шлемообразными декоративными фронтонами над боковыми окнами. Главный вход с восточной стороны в виде живописного портала, а хозяйственный вход — с противоположного дворового фасада, где по оси дома, перпендикулярной улице, сохранилась открытая веранда-терраса — составляющий элемент жилья. Дом имеет анфиладное планирование с симметрическим размещением комнат вокруг гостиной и столовой.
Улица исчезла, в связи со строительством квартала многоэтажной жилой застройки в 1980-е годы между Гончей и Мстиславской улицей. Единственный сохранившийся дом — № 15, которому затем был присвоен № 1, а вскоре и второй адрес — Киевская улица № 14 Б.

## Застройка
Учреждения: нет
Памятники архитектуры:
1. дом № 1 (Киевская № 14 Б) — Особняк Спановского (19 век) — архитектуры местного значения